# Арнхольдссон, Арон
А́рон Берг А́рнхольдссон (фар. Aron Berg Arnholdsson; род. 16 октября 2006 года в Клаксвуйке, Фарерские острова) — фарерский футболист, полузащитник клуба «ТБ».

## Клубная карьера
Арон начинал свою карьеру в клаксвуйкском «КИ». 22 сентября 2022 года он дебютировал во взрослом футболе в составе «КИ II», заменив Суймуна Кальсё на 87 минуте матча первого дивизиона против второго состава «Б36». В 2024 году полузащитник присоединился к клубу «ТБ» из Твёройри. 4 мая Арон забил первый гол в карьере, поразив ворота «Б36 II» в игре первой фарерской лиги. В составе «чёрно-белых» он также принял активное участие в кубковой кампании сезона-2024, в том числе и в обоих полуфинальных матчах против «Б36»: первый игрок начал в стартовом составе и был заменён на 77-й минуте Нденде Гуйе, а ответный отыграл целиком. 

## Международная карьера
Арон представляет Фарерские острова на юношеском уровне. 4 августа 2022 года он провёл свой единственный матч за юношескую сборную до 17 лет, отыграв 10 минут в поединке с шведскими сверстниками. С 2024 года он защищает цвета юношеской сборной до 19 лет, дебютировав за неё 6 числа в товарищеской встрече с шотландцами.

## Личная жизнь
Помимо футбола, Арон также занимается дзюдо. В 2019 году он выиграл чемпионат Фарерских островов по дзюдо (до 14 лет) в весовой категории до 55 килограмм.